# Karin Büttner-Janz
Karin Büttner-Janz, född Janz den 17 februari 1952 i Hartmannsdorf nära Lübben i dåvarande Östtyskland, är en tysk läkare och tidigare östtysk elitgymnast.
Hon tog OS-silver i barr och OS-brons i lagmångkampen i samband med de olympiska gymnastiktävlingarna 1968 i Mexico City.
Hon tog även OS-guld i barr, OS-guld i hopp, OS-silver i lagmångkampen, OS-silver i den individuella mångkampen och OS-brons i bom i samband med de olympiska gymnastiktävlingarna 1972 i München. Hon avslutade gymnastkarriären 1973.
Büttner-Janz är en av Tysklands mest framgångsrika gymnaster genom tiderna och har flera rörelser uppkallade efter sig. Hon kom efter sin gymnastkarriär även att ha en lång karriär som läkare och forskare inom medicin. Hon medverkade bland annat tillsammans med Kurt Schellnack i utvecklingen av den första konstgjorda mellankotskivan vid Charité-sjukhuset i Berlin.